# Orange Township (Carroll County, Ohio)
Orange Township ist eines von 14 Townships des Carroll Countys im US-Bundesstaat Ohio. Nach der Volkszählung im Jahr 2000 waren hier 1258 Einwohner registriert.

## Geografie
Orange Township liegt im äußersten Südwesten des Carroll Countys im Osten von Ohio und grenzt im Uhrzeigersinn an die Townships: Monroe Township, Union Township, Perry Township, Monroe Township im Harrison County, Union Township im Tuscarawas County und Warren Township (Tuscarawas County).

## Verwaltung
Das Township wird durch ein Board of Trustees, bestehend aus drei gewählten Mitgliedern, verwaltet. Zwei Personen werden jeweils im Jahr nach der Präsidentschaftswahl gewählt und eine jeweils im Jahr davor. Die Amtszeit dauert in der Regel vier Jahre und beginnt jeweils am 1. Januar. Daneben gibt es noch einen Township Clerk (zuständig für Finanzen und Budget), der ebenfalls im Jahr vor der Präsidentschaftswahl auf eine vierjährige Amtszeit gewählt wird. Dessen Amtszeit beginnt jeweils am 1. April.